# Seraincourt (Ardennes)
Pour les articles homonymes, voir Seraincourt.
Seraincourt est une commune française, située dans le département des Ardennes en région Grand Est.

## Géographie

### Localisation
| Renneville          | Fraillicourt  | Chaumont-Porcien |
|                     | Seraincourt   |                  |
| Hannogne-Saint-Remy | Saint-Fergeux | Remaucourt       |

### Géologie et relief
Hydrogéologie et climatologie : Système d’information pour la gestion des eaux souterraines en Seine-Normandie, par le BRGM :
Territoire communal : Occupation du sol (Corinne Land Cover); Cours d'eau (BD Carthage),
Géologie : Carte géologique; Coupes géologiques et techniques,
 Hydrogéologie : Masses d'eau souterraine; BD Lisa; Cartes piézométriques.

### Sismicité
Commune située dans une zone de sismicité faible.

### Hydrographie
La commune est dans la région hydrographique « la Seine du confluent de l'Oise (inclus) à l'embouchure » au sein du bassin Seine-Normandie. Elle est drainée par le ruisseau des Barres, le ruisseau de Saint-Fergeux, le Fond de Sénicourt, le ruisseau de Saint-Fergeux, le Fossé de Forest et le Fossé de la Croix Paris,.
Le ruisseau des Barres, d'une longueur de 28 km, prend sa source dans la commune de Fraillicourt et se jette  dans l'Aisne à Asfeld, après avoir traversé neuf communes. 
Le ruisseau de Saint-Fergeux, d'une longueur de 17 km, prend sa source dans la commune de Chaumont-Porcien et se jette  dans l'Aisne à Condé-lès-Herpy, après avoir traversé quatre communes. 

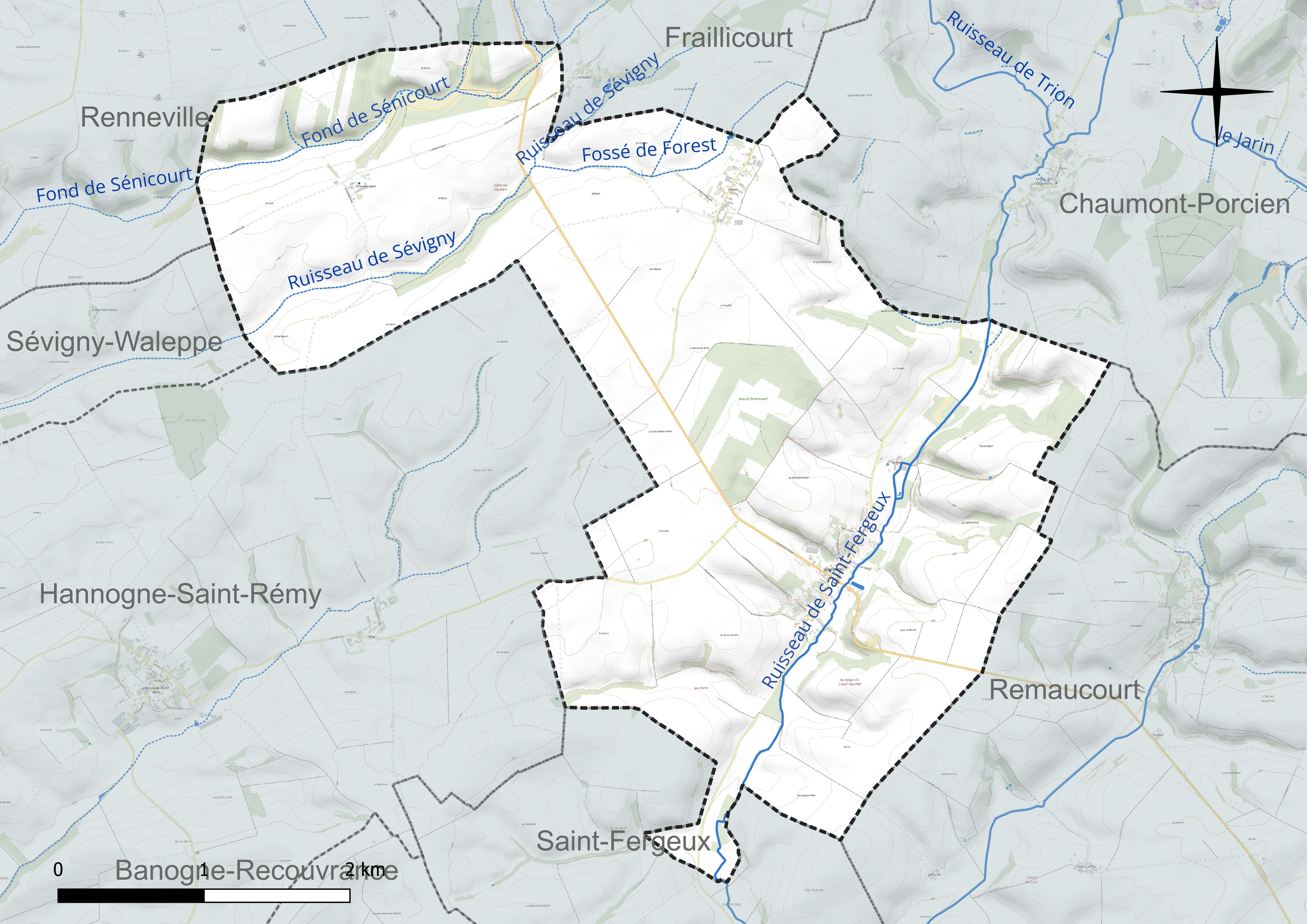
Réseau hydrographique de Seraincourt.

### Climat
Pour des articles plus généraux, voir Climat du Grand Est et Climat des Ardennes.
En 2010, le climat de la commune est de type climat des marges montargnardes, selon une étude du Centre national de la recherche scientifique s'appuyant sur une série de données couvrant la période 1971-2000. En 2020, Météo-France publie une typologie des climats de la France métropolitaine dans laquelle la commune est exposée à un climat océanique altéré et est dans la région climatique  Nord-est du bassin Parisien, caractérisée par un ensoleillement médiocre, une pluviométrie moyenne régulièrement répartie au cours de l’année et un hiver froid (3 °C). 
Pour la période 1971-2000, la température annuelle moyenne est de 9,7 °C, avec une amplitude thermique annuelle de 15,6 °C. Le cumul annuel moyen de précipitations est de 835 mm, avec 12,9 jours de précipitations en janvier et 9,2 jours en juillet. Pour la période 1991-2020, la température moyenne annuelle observée sur la station météorologique de Météo-France la plus proche, « Banogne-Recouvrance », sur la commune de Banogne-Recouvrance à 7 km à vol d'oiseau, est de 11,1 °C et le cumul annuel moyen de précipitations est de 773,4 mm. 
La température maximale relevée sur cette station est de 40,8 °C, atteinte le 25 juillet 2019 ; la température minimale est de −14 °C, atteinte le 10 janvier 2003,,. 
Les paramètres climatiques de la commune ont été estimés pour le milieu du siècle (2041-2070) selon différents scénarios d'émission de gaz à effet de serre à partir des nouvelles projections climatiques de référence DRIAS-2020. Ils sont consultables sur un site dédié publié par Météo-France en novembre 2022.

## Urbanisme

### Typologie
Au 1er janvier 2024, Seraincourt est catégorisée commune rurale à habitat dispersé, selon la nouvelle grille communale de densité à 7 niveaux définie par l'Insee en 2022.
Elle est située hors unité urbaine. Par ailleurs la commune fait partie de l'aire d'attraction de Reims, dont elle est une commune de la couronne,. Cette aire, qui regroupe 294 communes, est catégorisée dans les aires de 200 000 à moins de 700 000 habitants,.

### Occupation des sols
L'occupation des sols de la commune, telle qu'elle ressort de la base de données européenne d’occupation biophysique des sols Corine Land Cover (CLC), est marquée par l'importance des territoires agricoles (89,7 % en 2018), une proportion identique à celle de 1990 (89,7 %). La répartition détaillée en 2018 est la suivante : 
terres arables (81 %), forêts (7,5 %), zones agricoles hétérogènes (5,7 %), prairies (3 %), zones urbanisées (2,7 %). L'évolution de l’occupation des sols de la commune et de ses infrastructures peut être observée sur les différentes représentations cartographiques du territoire : la carte de Cassini (XVIIIe siècle), la carte d'état-major (1820-1866) et les cartes ou photos aériennes de l'IGN pour la période actuelle (1950 à aujourd'hui).

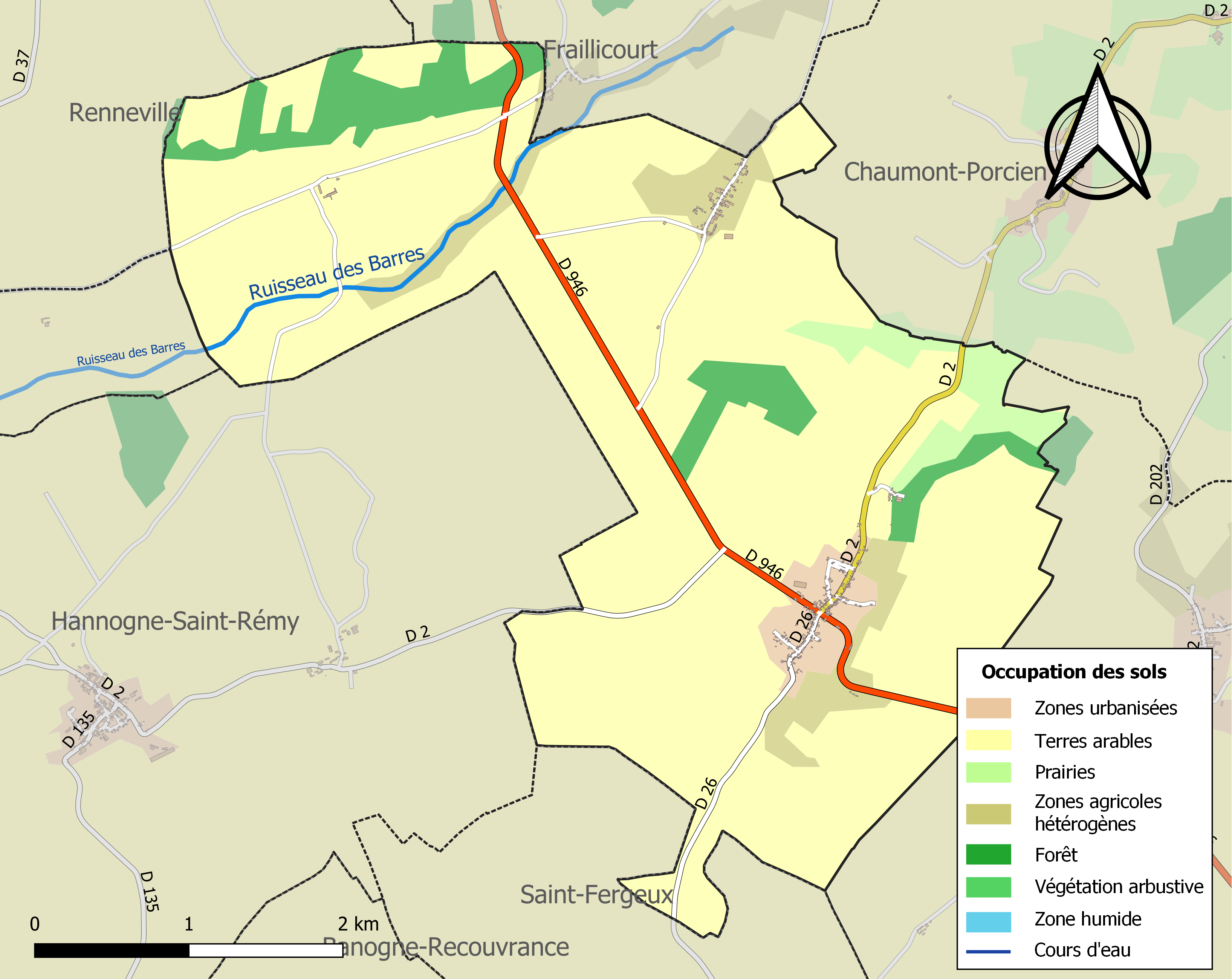
Carte des infrastructures et de l'occupation des sols de la commune en 2018 (CLC).

### Voies de communications et transports

#### Voies routières
- A13 : Échangeurs Flins, Les Mureaux, Épône.
- A15 : Échangeurs Cergy - Pontoise.

#### Transports en commun
- Fluo Grand Est.
- T.A.D..

##### SNCF

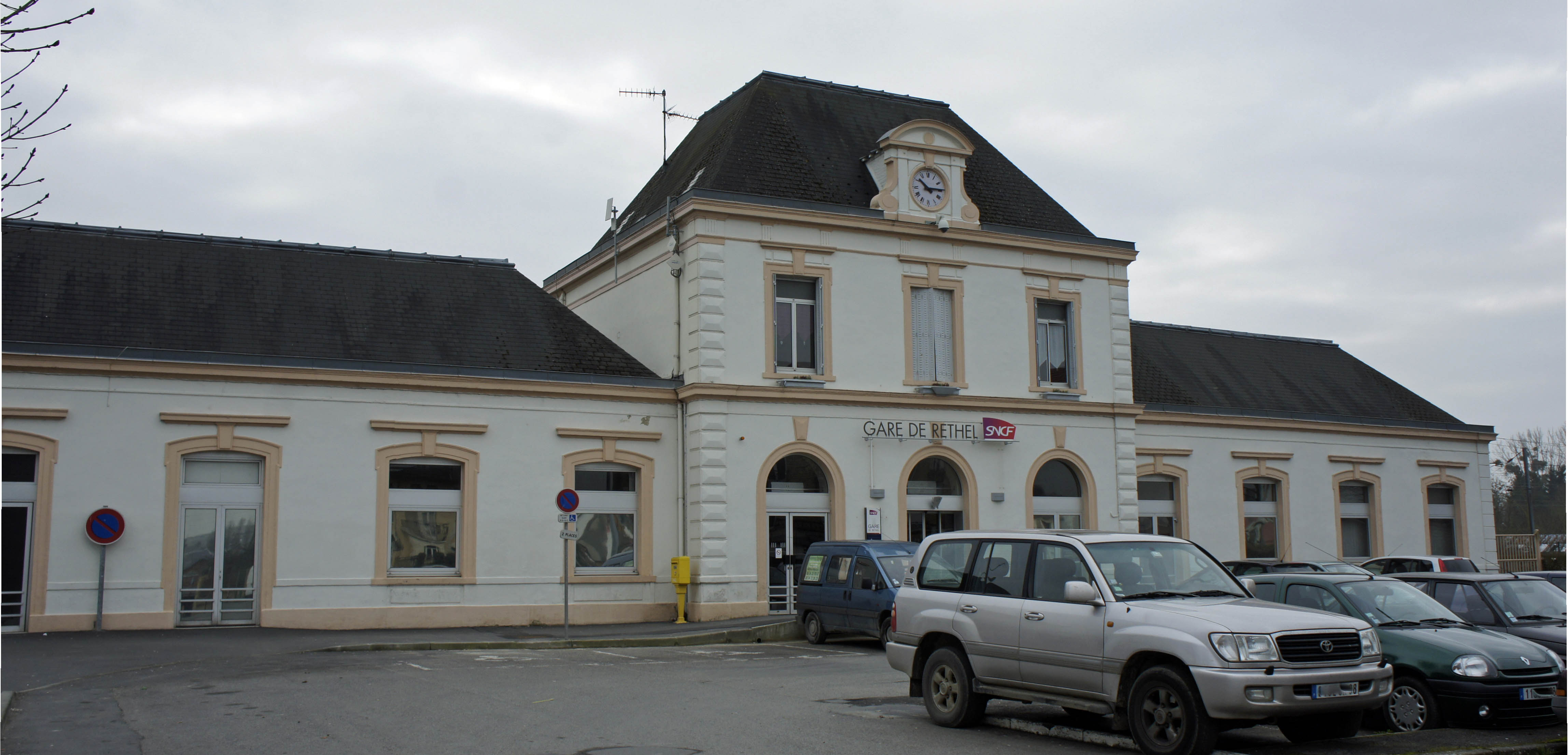
Gare de Rethel.

- Gare de Rethel.
- Gare de Liart.
- Gare d'Amagne - Lucquy.
- Gare de Guignicourt.
- Gare de Saint-Erme.

## Histoire
La seigneurie de Seraincourt, canton de Château-Porcien, après avoir appartenu aux Templiers, fut dévolue aux chevaliers de Malte sous le titre de Commanderie.
La première mention de la Commanderie de Seraincourt remonte à 1179 et concerne un traité entre l'abbaye Notre-Dame de Signy et les Templiers de Seraincourt portant sur la contiguïté de leurs terres. On se trouvait alors dans le comté de Rethel.
La commune a été décorée de la croix de guerre 1914-1918 le 1er mars 1921.
L'église Saint-Jean-Baptiste avait été détruite lors de la Première Guerre mondiale et a été en partie reconstruite (l'enveloppe extérieure de l'église de 1856 a pu être conservée) sous la direction de l'architecte Nardonnet et bénite le 21 septembre 1924.
Deux habitants ont été admis parmi les 4281 Justes parmi les nations de France pour avoir sauvé des personnes juives persécutées par le régime nazi et le gouvernement de Vichy :
Durant la Seconde Guerre mondiale, à partir de mars 1943, Jean et Juliette Tarradouvont accueillir la petite Hélène Jarjembski, 10 ans.
Son père a été raflé à Paris le 26 novembre 1942. Sa mère confie l'enfant aux Tarradou. Elle sera raflée au Radois le 4 janvier 1944, jour de la grande rafle des juifs en Ardennes.
Hélène Jarjembski restera chez les Tarradou, choyée et protégée, jusqu'en septembre 1945. Jean et Juliette Tarradou ont été nommés Justes en 2006 et ont reçu la médaille de Justes parmi les Nations le 21 octobre 2007.

## Politique et administration
| Période                                  | Période  | Identité         | Étiquette | Qualité                              |
| ---------------------------------------- | -------- | ---------------- | --------- | ------------------------------------ |
| Les données manquantes sont à compléter. |          |                  |           |                                      |
| mars 2001                                | 2014     | Dominique Fourny | DVD       |                                      |
| 2014                                     | mai 2020 | André Sarazin    |           | Agriculteur exploitant               |
| mai 2020                                 | en cours | Mathieu Fourny   |           | Agriculteur sur moyenne exploitation |

### Budget et fiscalité 2021
En 2021, le budget de la commune était constitué ainsi :
- total des produits de fonctionnement : 97 000 €, soit 351 € par habitant ;
- total des charges de fonctionnement : 56 000 €, soit 204 € par habitant ;
- total des ressources d'investissement : 0 €, soit 0 € par habitant ;
- total des emplois d'investissement : 40 000 €, soit 147 € par habitant ;
- endettement : 1 000 €, soit 5 € par habitant.

Avec les taux de fiscalité suivants :
- taxe d'habitation : 3,17 % ;
- taxe foncière sur les propriétés bâties : 28,94 % ;
- taxe foncière sur les propriétés non bâties : 7,04 % ;
- taxe additionnelle à la taxe foncière sur les propriétés non bâties : 0,00 % ;
- cotisation foncière des entreprises : 0,00 %.

Chiffres clés Revenus et pauvreté des ménages en 2020 : médiane en 2020 du revenu disponible, par unité de consommation : 18 060 €.

## Économie

### Entreprises et commerces

#### Agriculture
- Culture de céréales, de légumineuses et de graines oléagineuses.
- Élevage d'autres animaux.

#### Tourisme
- Hébergements et restauration à Dourmely-Bégny, Herpy-l'Arlésienne, Saint-Jean-aux-Bois, Lor.

#### Commerces
- Commerces et services de proximité à Saulces-Monclin, Château-Porcien, Montcornet.

## Population et société

### Démographie

#### Pyramide des âges
L'évolution du nombre d'habitants est connue à travers les recensements de la population effectués dans la commune depuis 1793. Pour les communes de moins de 10 000 habitants, une enquête de recensement portant sur toute la population est réalisée tous les cinq ans, les populations de référence des années intermédiaires étant quant à elles estimées par interpolation ou extrapolation. Pour la commune, le premier recensement exhaustif entrant dans le cadre du nouveau dispositif a été réalisé en 2005.

En 2022, la commune comptait 257 habitants, en évolution de −5,51 % par rapport à 2016 (Ardennes : −2,97 %, France hors Mayotte : +2,11 %).
| 1793 | 1800 | 1806 | 1821 | 1831 | 1836 | 1841 | 1846 | 1851 |
| ---- | ---- | ---- | ---- | ---- | ---- | ---- | ---- | ---- |
| 599  | 658  | 663  | 700  | 730  | 728  | 798  | 826  | 821  |

| 1866 | 1872 | 1876 | 1881 | 1886 | 1891 | 1896 | 1901 | 1906 |
| ---- | ---- | ---- | ---- | ---- | ---- | ---- | ---- | ---- |
| 806  | 855  | 872  | 821  | 731  | 714  | 700  | 631  | 618  |

| 1911 | 1921 | 1926 | 1931 | 1936 | 1946 | 1954 | 1962 | 1968 |
| ---- | ---- | ---- | ---- | ---- | ---- | ---- | ---- | ---- |
| 566  | 476  | 502  | 457  | 432  | 417  | 388  | 367  | 311  |

| 1975 | 1982 | 1990 | 1999 | 2005 | 2006 | 2010 | 2015 | 2020 |
| ---- | ---- | ---- | ---- | ---- | ---- | ---- | ---- | ---- |
| 274  | 248  | 232  | 216  | 244  | 242  | 242  | 268  | 257  |

| 2022 | - | - | - | - | - | - | - | - |
| ---- | - | - | - | - | - | - | - | - |
| 257  | - | - | - | - | - | - | - | - |

## Lieux et monuments

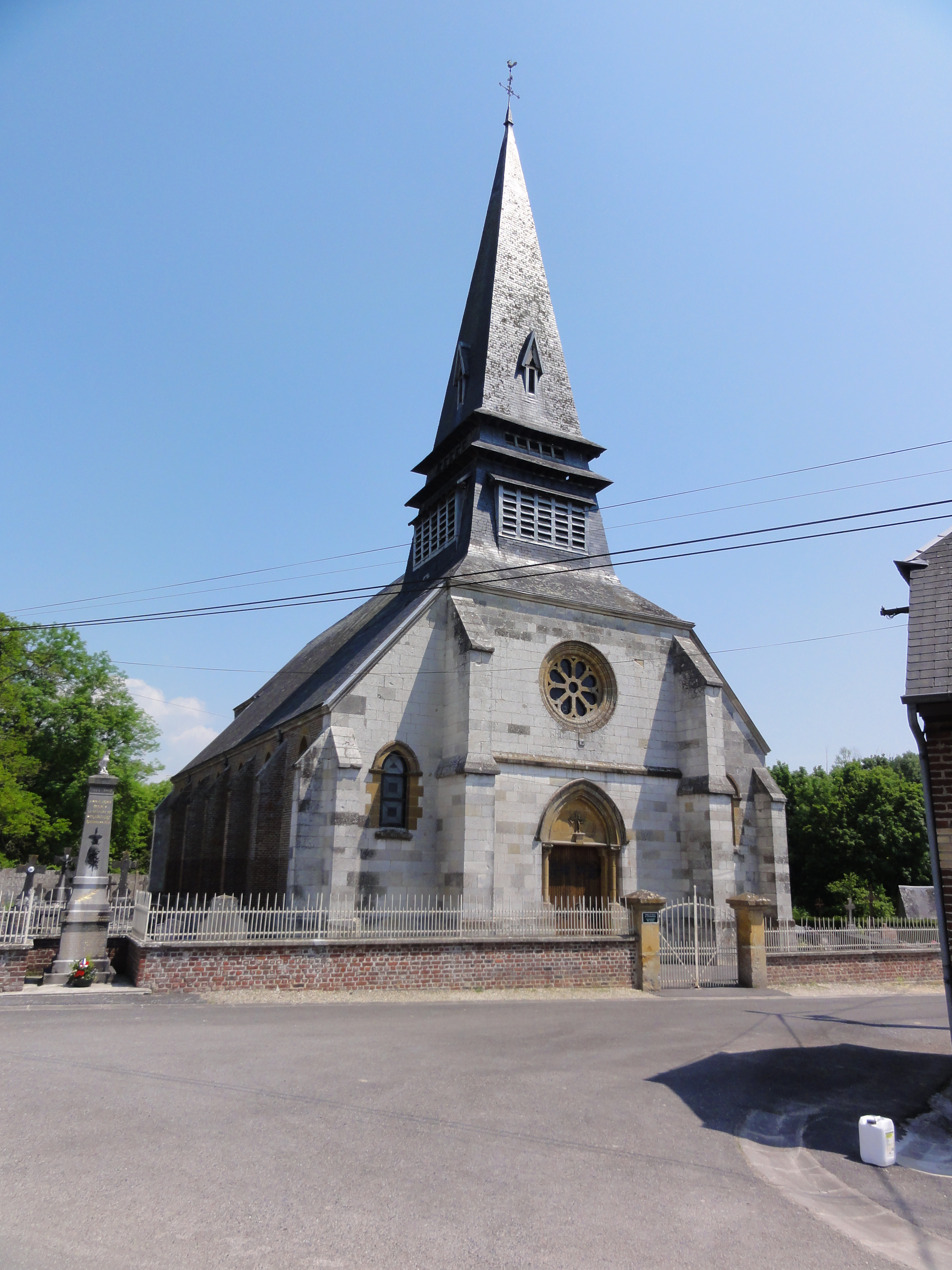
Église paroissiale Saint-Jean Baptiste.
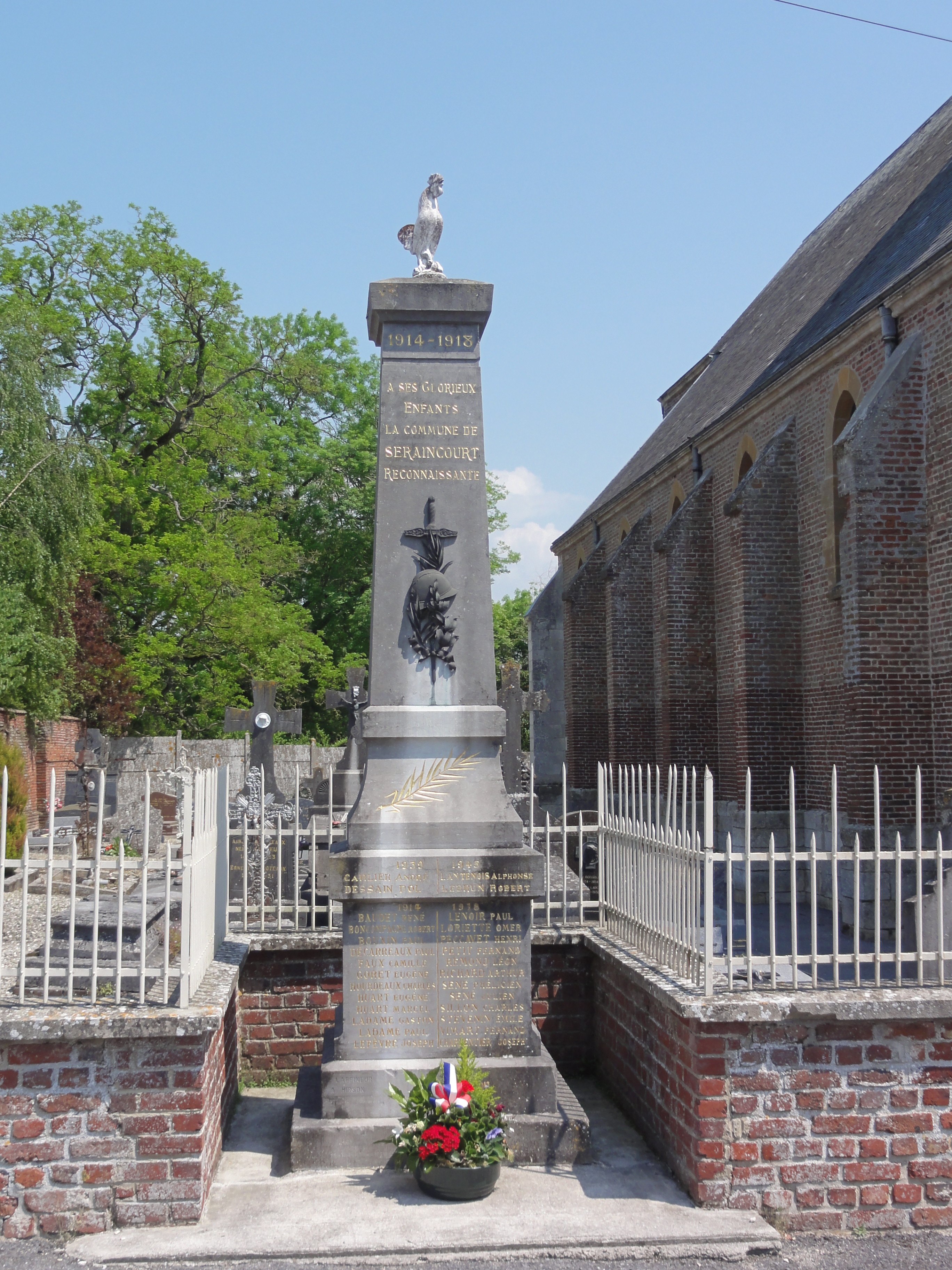
Monument aux morts.
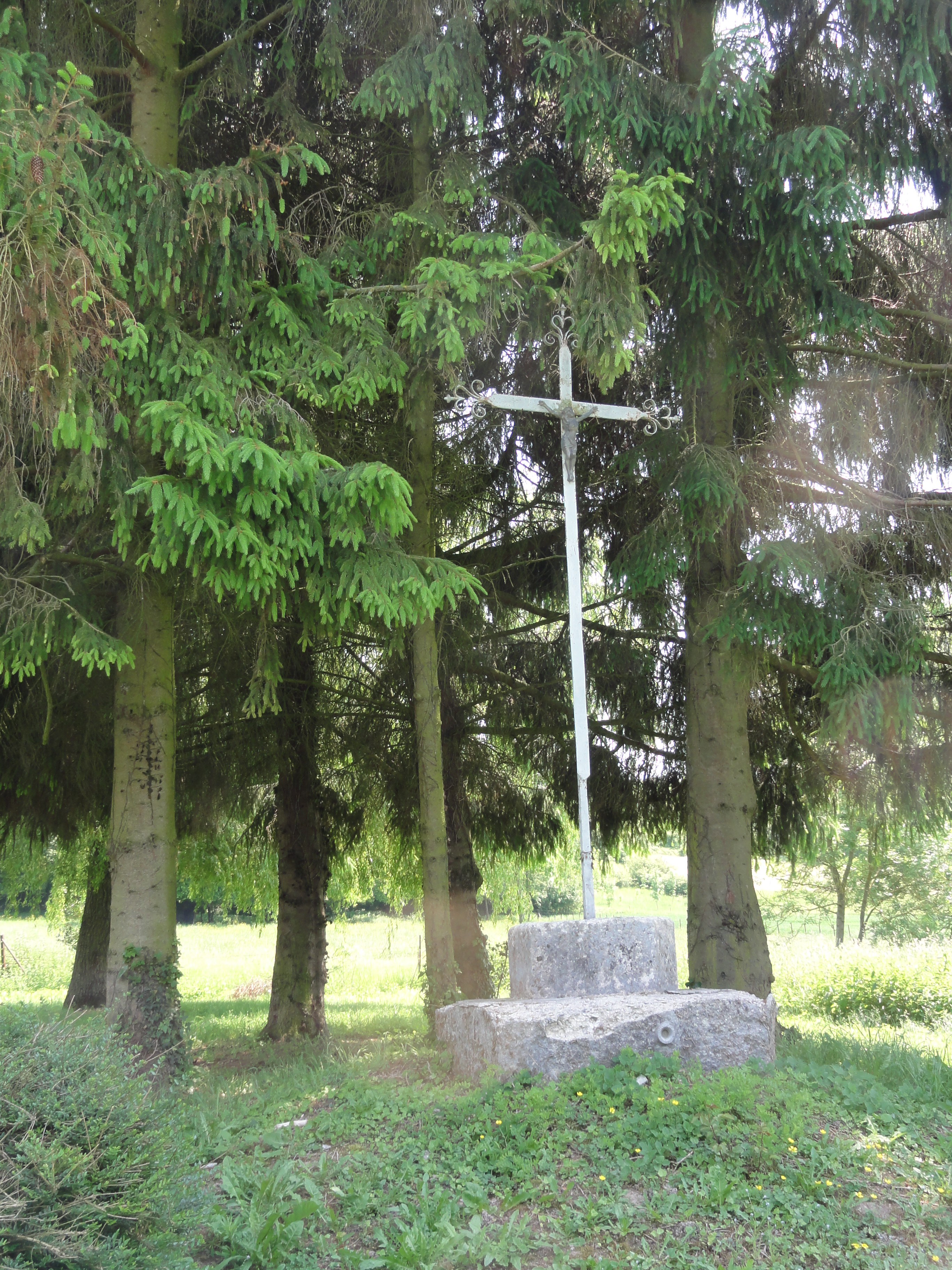
Croix de chemin.

- Commanderie de Seraincourt.
- Église Saint-Jean-Baptiste[34],[35].
- Monument aux morts[36] : Conflits commémorés : 1914-1918 - 1939-1945.
- Croix de chemin.

## Personnalités liées à la commune
- Théophile Armand Neveux (1824-1893), né à Seraincourt, est un parlementaire et président du conseil général des Ardennes durant la Troisième République.